# Vilas Boas (Vila Flor)
Vilas Boas é uma povoação portuguesa do Município de Vila Flor que foi sede da extinta Freguesia de Vilas Boas, freguesia que tinha 28,57 km² de área e 550 habitantes (2011), e, por isso, uma densidade populacional de 19,3 hab/km². 
A Freguesia de Vilas Boas foi extinta em 2013, no âmbito de uma reforma administrativa nacional, tendo sido agregada à freguesia de Vilarinho das Azenhas para formar uma nova freguesia denominada União das Freguesias de Vilas Boas e Vilarinho das Azenhas com sede em Vilas Boas.
Vilas Boas foi vila e sede de concelho extinto em 1836. Este era constituído pelas freguesias da vila e de Vilarinho das Azenhas. Tinha, em 1801, 708 habitantes e 43 km².

## População
| População da freguesia de Vilas Boas | População da freguesia de Vilas Boas | População da freguesia de Vilas Boas | População da freguesia de Vilas Boas | População da freguesia de Vilas Boas | População da freguesia de Vilas Boas | População da freguesia de Vilas Boas | População da freguesia de Vilas Boas | População da freguesia de Vilas Boas | População da freguesia de Vilas Boas | População da freguesia de Vilas Boas | População da freguesia de Vilas Boas | População da freguesia de Vilas Boas | População da freguesia de Vilas Boas | População da freguesia de Vilas Boas |
| ------------------------------------ | ------------------------------------ | ------------------------------------ | ------------------------------------ | ------------------------------------ | ------------------------------------ | ------------------------------------ | ------------------------------------ | ------------------------------------ | ------------------------------------ | ------------------------------------ | ------------------------------------ | ------------------------------------ | ------------------------------------ | ------------------------------------ |
| 1864                                 | 1878                                 | 1890                                 | 1900                                 | 1911                                 | 1920                                 | 1930                                 | 1940                                 | 1950                                 | 1960                                 | 1970                                 | 1981                                 | 1991                                 | 2001                                 | 2011                                 |
| 942                                  | 1 077                                | 1 184                                | 1 096                                | 1 185                                | 909                                  | 1 022                                | 1 207                                | 1 271                                | 1 098                                | 779                                  | 986                                  | 797                                  | 715                                  | 550                                  |

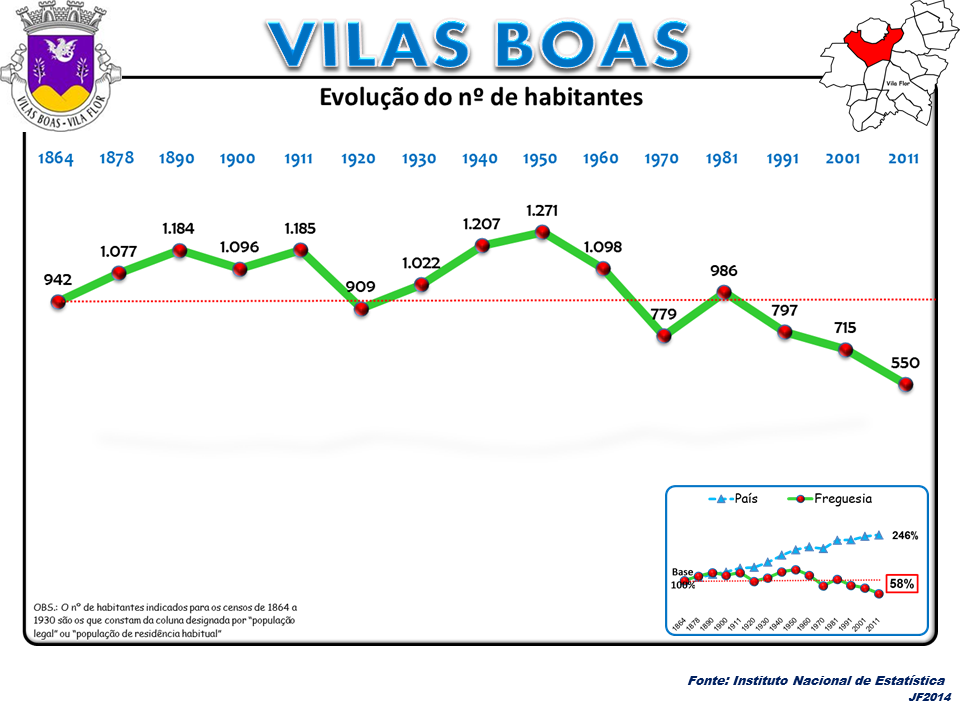
Evolução da População 1864 / 2011
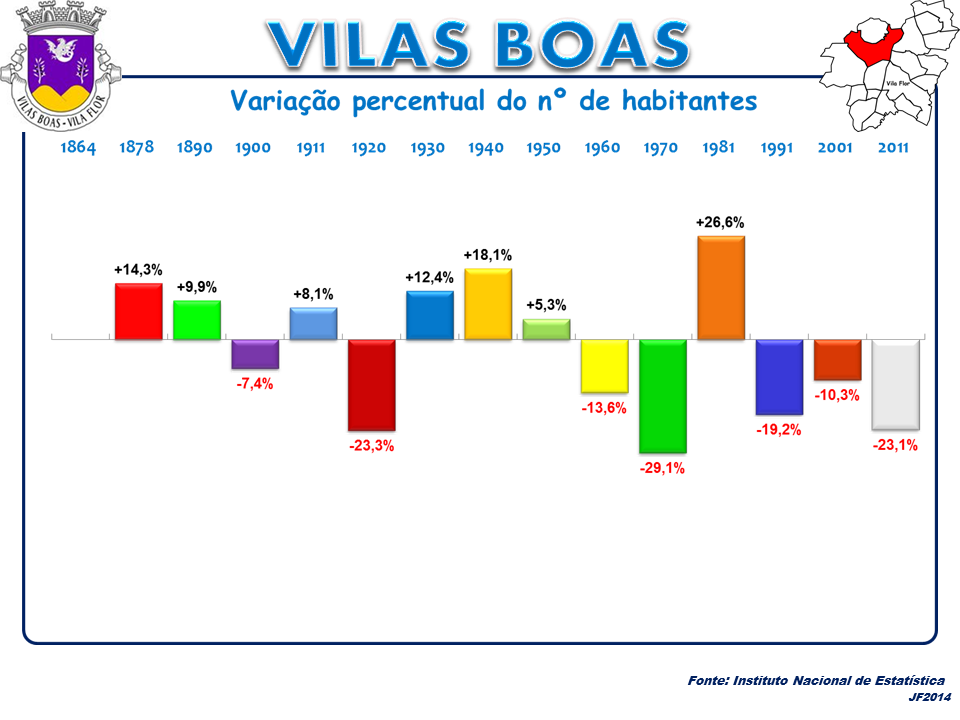
Variação da População 1864 / 2011
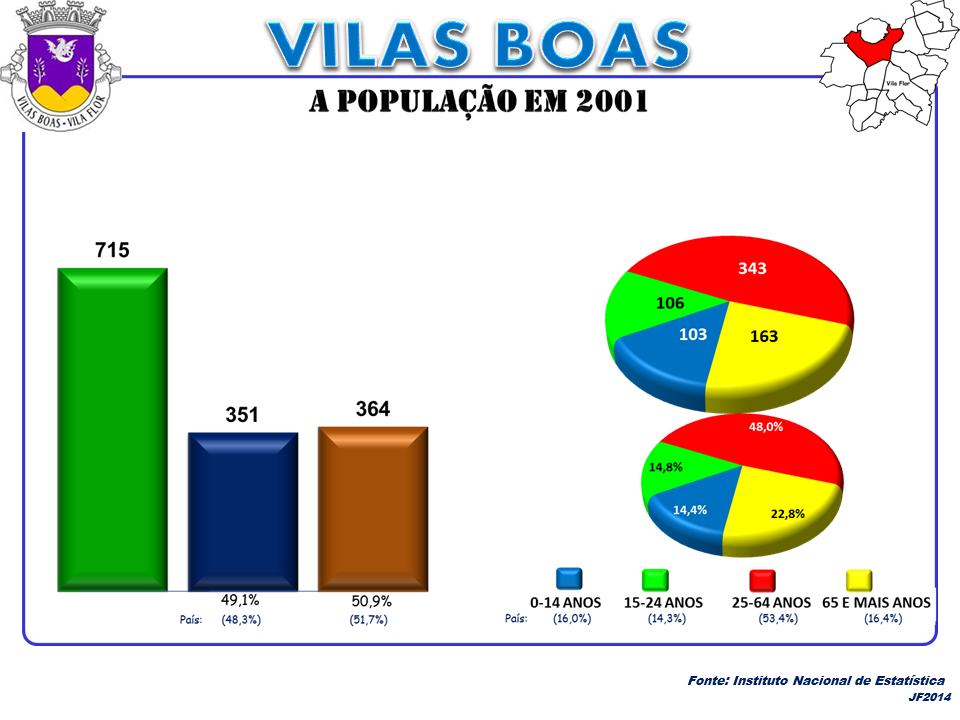
A População em 2001
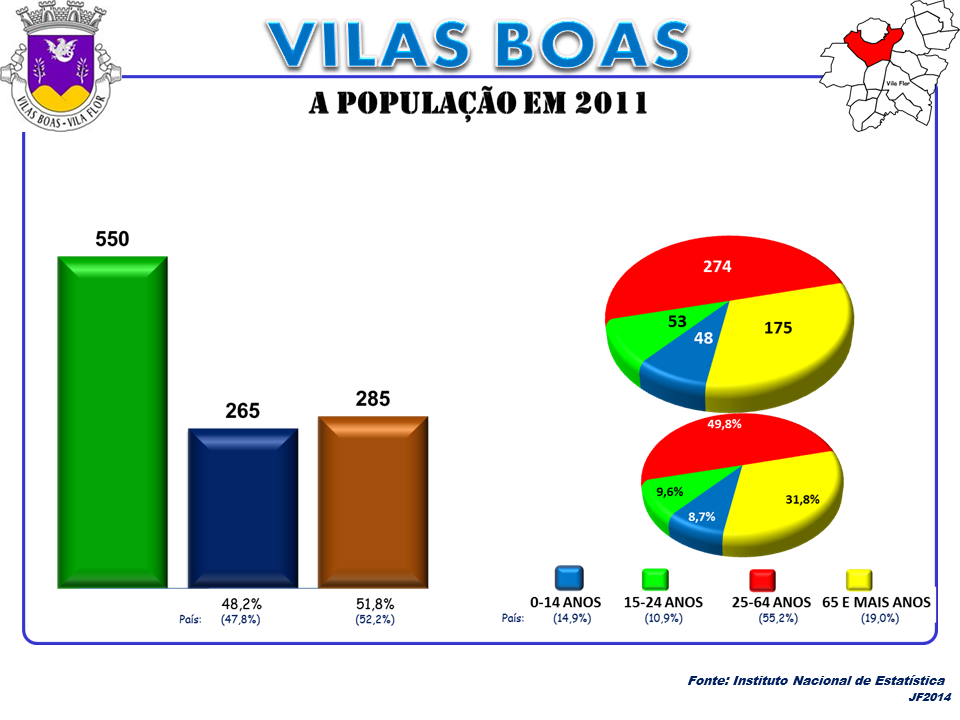
A População em 2011

## Património
- Pelourinho de Vilas Boas
- Santuário de Nossa Senhora da Assunção